# Кофа с кръв
„Кофа с кръв“ (на английски: A Bucket of blood) е американски трилър от 1959 година на режисьора Роджър Корман.
Филмът е с бюджет $50 000 и е заснет в рамките на пет дни. По сценария на Чарлс Б. Грифит филмът е тъмна сатира, разказваща историята на млад и талантлив скулптор, който инцидентно убива котката на съседката си, и в опит да прикрие уликите я покрива с глина и я превръща в статуя. Когато решава да продължи да твори, той се превръща в убиец.

## Сюжет
Една вечер, след като чува словата на Максуел Х. Брок (Джулиън Бъртън) - поет, който изнася монолози в кафенето „Йелоу Дор“, младият и не особено талантлив скулптор Уолтър Пейсли (Дик Милър) прибирайки се в къщи решава да създаде статуя на лицето на сервитьорката Карла (Барбура Морис). Той спира работа когато вижда съседския котарак Франки на перваза. Опитвайки се да го прогони с нож, Уолтър неволно убива Франки. За да прикрие инцидента Уолтър покрива мъртвото тяло на котарака с глина, превръщайки го в статуя.
На следващата сутрин Уолтър показва котката на Карла и собственика на кафенето Леонард (Антъни Карбоун). Леонард не е особено очарован, но въодушевената Карла го убеждава да изложи скулптурата в заведението. Впечатлени посетители на кафенето дават финансов стимул на Уолтър да продължи да твори. Една вечер в кафенето Уолтър среща фанатичната си почитателка Наолия, която му дава хероин. Под въздействието на наркотика той отвежда Наолия и нейният придружител Лу Рейби - полицай под прикритие, който се опитва да я откаже от зависимостта към наркотиците, в своя апартамент. Умопомрачен от хероина, Уолтър убива Лу. Междувременно Леонард открива тайната на успеха на Уолтър.
На другия ден в кафенето младият скулптор представя най-новото си творение-статуя на мъж. Постепенно Уолтър се превръща в звезда на съвременното изкуство. След серия от убийства, превръщайки мъртвите тела в произведения на изкуството, Уолтър не издържа психически. След като няколко дни не се появява в заведението, една сутрин Карла, Леонард и полицията разбиват вратата на апартамента му и откриват, че Уолтър се е обесил.

## Продукция
В средата на 1959 година киностудията Американ Интернешънъл Пикчърс наема режисьора Роджър Корман да заснеме филм на ужасите, но му отпуска бюджет от само $50 000 и пет дни за реализация. Кормън приема предизвикателството, но впоследствие заявява, че не е заинтересован от правенето на такъв тип филми. За идеята той привлича сценариста Чарлс Б. Грифит, който има идеята да създаде сатирична черна комедия.

## Римейк
През 1995 година е направен телевизионен римейк на филма, а през 2009 година мюзикъл, представен от Аноянс Тиътър в Чикаго.